# لوبو تشان
لوبو تشان (بالإنجليزية: Lobo Chan)‏ هو مغني أوبرا وممثل بريطاني، ولد في 15 أكتوبر 1960.

## أعمال

### أفلام
- (2005) كينغ كونغ[3][4][5]

### مسلسلات
- بيكي بلايندرز

## وصلات خارجية
- لوبو تشان على موقع IMDb (الإنجليزية)
- لوبو تشان على موقع قاعدة بيانات الفيلم (الإنجليزية)